# Waté
Waté est une localité située au sud-ouest de la Côte d'Ivoire et appartenant au département de San-Pédro, dans la Région de San-Pédro.
La localité de Waté est un chef-lieu de commune.